# Ioan Georgescu (canonic)
Ioan Georgescu (n. 15 martie 1889, Scoreiu, comitatul Făgăraș, azi în județul Sibiu – d. 4 martie 1968, București) a fost un preot greco-catolic, canonic, profesor universitar, deținut pentru credință în închisorile comuniste. 
A fost un delegat în Marea Adunare Națională de la Alba Iulia, organismul legislativ reprezentativ al „tuturor românilor din Transilvania, Banat și Țara Ungurească”, cel care a adoptat hotărârea privind Unirea Transilvaniei cu România, la 1 decembrie 1918.

## Biografie
Ioan Georgescu s-a născut la 16 martie 1889, la Scoreiu, Comitatul Făgăraș, Transilvania, Austro-Ungaria.
Cursurile liceale le-a urmat la Liceul din Blaj, încheindu-le în anul 1907. A început studiile superioare de teologie la Oradea, pe care le-a continuat la Budapesta. A primit titlul de doctor în teologie la Universitatea din Viena în anul 1913.
În anul 1913 a fost numit profesor de religie la „Liceul de Băieți” și la „Școala Normală Română Unită” din Oradea. În anul 1918 a devenit profesor de teologie la Blaj, precum și secretar literar al „Astrei” din Sibiu, apoi profesor la Liceul Mircea cel Bătrân din Constanța, iar apoi, subdirector general al Ministerului Cultelor, cu detașare la Președinția Consiliului de Miniștri din București.
A fost hirotonit preot la 1 iulie 1931, iar în 1932 a fost numit canonic la Episcopia Română Unită de Oradea Mare. La Oradea a fost profesor la Academia Teologică Română Unită, precum și conferențiar al AGRU.
În perioada care a urmat Dictatului de la Viena, în perioada ocupației horthyste, a predat și limba maghiară, la „Școala Normală Română Unită”. Dând dovadă de mare curaj, în multe lecții, Ioan Georgescu se referea la continuitatea românilor în Dacia, la drepturile românilor asupra Transilvaniei. Curajul său i-a uimit și speriat în același timp pe elevi, cunoscute fiind circumstanțele politice ale momentului, au mărturisit, mai târziu, foștii săi elevi, profesorul Aurel Bulzan din Cluj și colonelul Ioan Firez.
După ocuparea României de către Armata Roșie și preluarea puterii de stat de către Partidul Comunist Român, a început pentru Ioan Georgescu suferința provocată de persecutarea și apoi interzicerea Bisericii Române Unite cu Roma. La începutul acestei perioadei el s-a autoizolat, dar ulterior a intrat în vizorul autorităților comuniste ale vremii. A rămas fără serviciu. Apoi, i s-a dat voie să predea limba rusă la Cisnădie, în calitate de suplinitor. 
A fost arestat la 29 septembrie 1961 pentru apărarea credinței sale catolice. În anul 1964, la vârsta de 75 de ani, a fost eliberat din închisoare. A fost găzduit de nepoata sa, la București. Uneori studia la Biblioteca Academiei Române.
A murit în urma unui atac de cord, pe stradă, la București, la 4 martie 1968. Nepotul său, preotul Ioan Prie, trecut de frică la ortodoxie, s-a ocupat de înmormântarea lui Ioan Georgescu, la Săcădate din județul Sibiu.

## Activitatea politică
A fost delegat al comunei Săcădate, județul Sibiu, la Marea Adunare Națională de la Alba Iulia.

## Opera
Preotul canonic Ioan Georgescu a scris un mare număr de lucrări, dintre care:
- Istoria Bisericii Universale, Blaj, 1926 și 1931;
- Istoria Seminarului român unit Oradea, București, 1923;
- Demetriu Radu, Cernăuți, 1925;
- Coloniile germane din Dobrogea, Cernăuți 1926;
- Episcopul Mihail Pavel, Oradea, 1927;
- Tudor Vladimirescu, 1923, Sibiu;
- Momente din viața bisericii unite din ultimii zece ani (1918-1928), 60 pagini, format mare;
- Apologetica religiei creștine catolice[6], București - Blaj, 1932, 196 de pagini.
- George Pop de Băsești, 60 de ani de lupte naționale ale românilor transilvăneni, Oradea, 1935.
- Dr. Ioan Rațiu, (1828-1902), 50 de ani din luptele naționale ale românilor ardeleni, Sibiu, 1928,  https://dspace.bcucluj.ro/handle/123456789/82209